# Dubiaranea manufera
Dubiaranea manufera là một loài nhện trong họ Linyphiidae. Loài này được phát hiện ở Chile.